# Forever Young (Bob Dylan)
Forever Young è un brano musicale del cantautore statunitense Bob Dylan, pubblicato (in due versioni differenti, una lenta ed una più veloce) sull'album Planet Waves del 1974.
Una versione live della canzone, registrata a Tokyo il 28 febbraio 1978 ed inclusa nell'album Bob Dylan at Budokan, è stata pubblicata su singolo in Europa nel 1979.

## Il brano
Nell'album Planet Waves, Dylan decise di inserire due versioni della stessa canzone, una della durata di 4 minuti e 57 secondi ed una più veloce da 2 minuti e 49 secondi intitolata Forever Young (Continued).

## Rod Stewart
Rod Stewart incise una canzone intitolata Forever Young che venne pubblicata su singolo ed inclusa sul suo album Out of Order del 1988. Il pezzo è molto somigliante alla canzone di Dylan, condividendo non solo la melodia ma anche gran parte del testo. Stewart accettò di dividere le royalties con Dylan.

## 2009 Remix
Nel 2009 un remix della canzone Forever Young (Continued) venne inserito in uno spot della Pepsi, con la presenza del rapper will.i.am.

## Cover
- Joan Baez eseguì la canzone nel suo album dal vivo del 1976 From Every Stage.

- Peter, Paul, and Mary reinterpretarono il brano sul loro album Reunion.

- Diana Ross reinterpretò la canzone nell'album Swept Away del 1984.

- Patti LaBelle eseguì la canzone durante il Live Aid del 1985.

- I Pretenders sull'album Last of the Independents.

- The Band sull'album High on the Hog del 1996.

- Marcia Hines nell'album Hinesight del 2004.

- Il 19 ottobre 2011, Norah Jones cantò Forever Young durante il concerto in memoria del fondatore della Apple Inc., Steve Jobs.[4]

- La cantante soul britannica Jodie Marie nel 2011.

- Louisa Johnson nel 2015.
- Bob Seger nel 2019.